# 呉服町停留場
呉服町停留場（ごふくまちていりゅうじょう）は、熊本県熊本市中央区魚屋町2-13にある熊本市交通局の電停。停留所番号は5。A系統が停車する。

## 歴史

### 年表
- 1924年（大正13年）8月1日：開業。

### 停留場名の由来
周辺の地名にちなむ。江戸時代に呉服商が集められたことに由来するとされる。

## 停留場構造

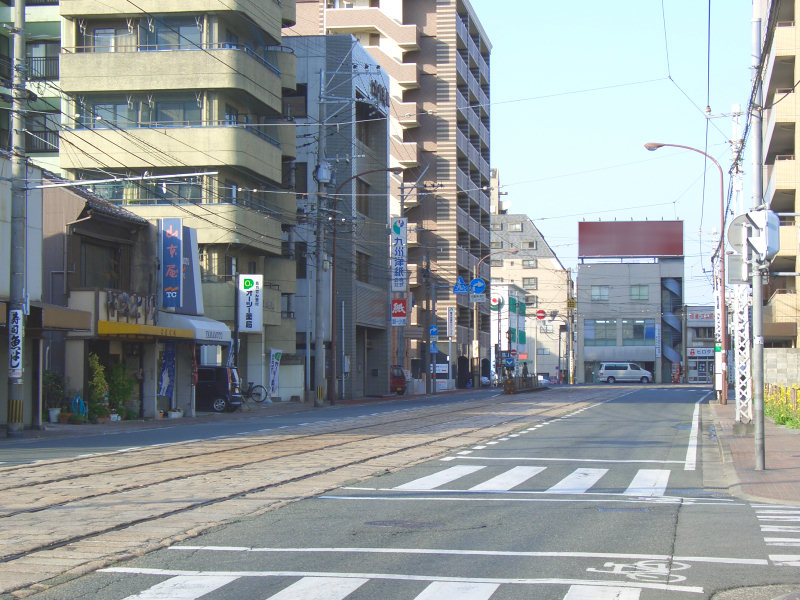
辛島町電停方面の停留所とその周辺（2007年3月）

相対式2面2線であるが、熊本駅前停留場方面と辛島町停留場方面の停留所は離れている。信号機のない横断歩道を渡ってアクセスする。
相対式2面2線である。横断歩道を渡ってアクセスする。
| のりば                   | 路線   | 方向 | 行先                                   | 備考                                               |
| ------------------------ | ------ | ---- | -------------------------------------- | -------------------------------------------------- |
| 西消防署（河原町）寄り   | ■A系統 | 上り | 熊本駅・田崎橋方面                     |                                                    |
| 五福小学校（祇園橋）寄り | ■A系統 | 下り | 辛島町・通町筋・水前寺公園・健軍町方面 | 上熊本駅方面は辛島町で■B系統（上熊本線）に乗り換え |

## 利用状況
| 1日乗降人員推移 | 1日乗降人員推移 |
| 年度            | 1日平均人数     |
| --------------- | --------------- |
| 2011年          | 719             |
| 2012年          | 636             |
| 2013年          | 663             |
| 2014年          | 766             |
| 2015年          | 772             |

## 停留場周辺

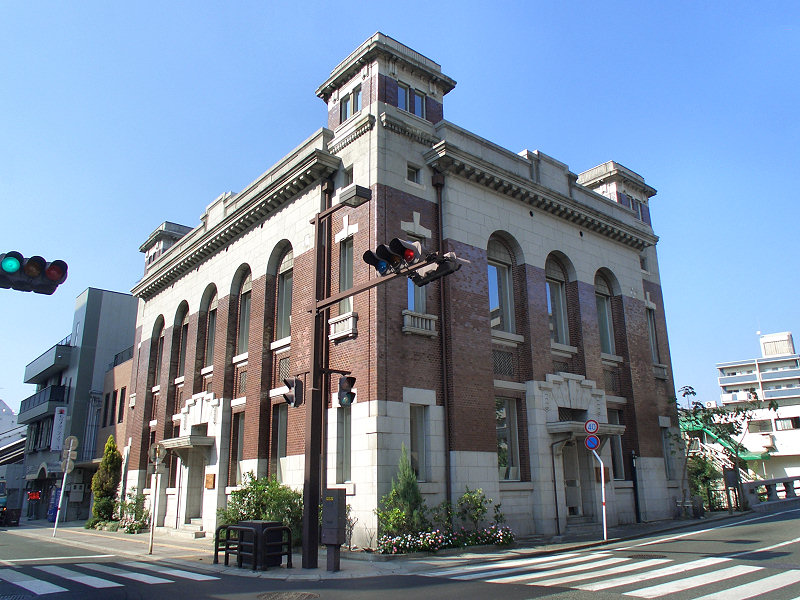
旧第一銀行熊本支店

旧市街地の古町地区の中心に位置する。近隣には多数の寺社があるほか、三井住友銀行熊本支店などかつての繁栄をしのばせる建物が点在している。現在は住宅・問屋街となっている。
近年は大規模マンションが増加している。
- 熊本市西消防署
- 熊本米屋町郵便局
- 熊本市立五福小学校
- 中央区役所五福まちづくり交流センター
- 三井住友銀行熊本支店
- 出田眼科病院
- 旧第一銀行熊本支店 （登録文化財・くまもとアートポリス選定既存建造物）
- 坪井川
- スーパーホテルLohas熊本天然温泉

## バス路線
- 呉服町

●産交バス
- 各路線 桜町BT行き
- E3-2・E3-3・K4-2：熊本駅前
- A2-1・A3-1・A4-1・A4-2・A5-1・A5-2：熊本駅前・田崎橋
- S4-9：桜町BT・水道町
- L4-1：健軍・沼山津（桜町BT・水道町・水前寺公園・健軍電停・東区役所経由）
- L6-3：木山（桜町BT・水道町・水前寺公園・健軍電停経由）
- K3-1：県庁・沼山津（桜町BT・水道町・水前寺公園・県庁・自衛隊・健軍四つ角経由）
- K4-1：佐土原・木山（桜町BT・水道町・水前寺公園・県庁・自衛隊経由）
- K4-2：阿蘇くまもと空港（桜町BT・水道町・水前寺公園・県庁・自衛隊・佐土原経由）
- K3-3：木山（桜町BT・水道町・水前寺公園・県庁・自衛隊・健軍四つ角経由）
- G2-1：八反田・小山団地（桜町BT・熊本整形外科病院前・託麻原本通り・八反田・託麻まちづくりセンター前経由）
- E2-1：楠団地（桜町BT・子飼橋・熊本大学・竜田口駅・二里木経由）
- E3-2：光の森産交（桜町BT・子飼橋・熊本大学・竜田口駅・武蔵塚駅・ゆめタウン光の森経由）
- E3-3：光の森産交（桜町BT・子飼橋・熊本大学・竜田口駅・武蔵塚駅・武蔵ヶ丘経由）
- F2-1：八反田・小山団地（桜町BT・子飼橋・託麻原本通り・託麻まちづくりセンター経由）
- F2-3：八反田・戸島（桜町BT・子飼橋・託麻原本通り・託麻まちづくりセンター経由）
- A1-1：富尾団地（桜町BT・京町本丁経由）
- A2-1：田原坂ニュータウン・木留（桜町BT・京町本丁・植木宮の前経由）
- A3-1：鹿南中学校（桜町BT・京町本丁・植木・舞尾経由）
- A4-1：植木駐車場（桜町BT・京町本丁・植木・北区役所経由）
- A4-2：北区役所・小野泉水公園（桜町BT・京町本丁・植木経由）
- A5-1：山鹿温泉（桜町BT・京町本丁・植木・来民バイパス経由）
- A5-2：山鹿温泉（桜町BT・京町本丁・植木・日置経由）
- T2-1：小島（桜町BT・熊本駅・田崎市場前・上高橋経由）
- T1-2：中島・五丁（桜町BT・熊本駅・田崎市場前・上高橋・小島経由）
- S3-2：熊本港（熊本駅・蓮台寺経由）
- T2-3：天水支所（熊本駅・田崎市場前・小島・河内経由）
- T2-2：小天温泉（熊本駅・田崎市場前・小島・河内経由）
- T3-0：西部車庫（熊本駅・田崎市場前経由）
- T4-0：西部車庫（春日校前・田崎市場前経由）
- S3-0：西部車庫（熊本駅・蓮台寺経由）
- S4-1：アクアドーム（春日校・八島町経由）
- S4-2：五丁（熊本駅・野口町・並建経由）
- S4-3：川口二丁（熊本駅・野口町・並建・天明総合出張所経由）
- S4-9：JA飽田支所、小島（桜町BT・熊本駅・白藤・会富経由）

●電鉄バス
- C1・C3・C5・C7・C9・E2：熊本駅・蓮台寺入口行き、熊本駅行き
- C1-2：菊池プラザ（桜町BT・国道・堀川・御代志・富の原経由）
- C1-3：菊池温泉（桜町BT・国道・堀川・御代志・富の原経由）
- C3-2：菊池プラザ（桜町BT・国道・KMバイオ・御代志・富の原経由）
- C3-3：菊池温泉（桜町BT・国道・KMバイオ・御代志・富の原経由）
- C5-3：武蔵ヶ丘車庫（桜町BT・三軒町・堀川・新地団地経由）
- C5-4：杉並台（桜町BT・三軒町・堀川・新地団地経由）
- C5-5：泉ヶ丘・下群（桜町BT・三軒町・堀川・新地団地経由）
- C7-3：武蔵ヶ丘車庫（桜町BT・三軒町・清水ヶ丘・麻生田小前・楠団地・武蔵ヶ丘中央経由）
- C7-5：泉ヶ丘・下群（桜町BT・三軒町・清水ヶ丘・麻生田小前・楠団地・武蔵ヶ丘中央経由）
- C9-1：楠団地（桜町BT・三軒町・清水ヶ丘経由）
- C9-3：武蔵ヶ丘車庫（桜町BT・三軒町・清水ヶ丘・楠団地・武蔵ヶ丘中央経由）
- C9-4：杉並台（桜町BT・三軒町・清水ヶ丘・楠団地・武蔵ヶ丘中央経由）
- C9-5：泉ヶ丘・下群（桜町BT・三軒町・清水ヶ丘・楠団地・武蔵ヶ丘中央経由）

- E2-2：光の森駅（桜町BT・子飼橋・熊本大学・二里木・楠団地・武蔵ヶ丘中央経由）

●熊本バス
- M2-1：熊本駅行き
- M2-1：イオンモール熊本（桜町BT・南熊本・田迎・中の瀬車庫経由） - 本数少

○熊本都市バス
- 各路線 桜町BT行き
- G1-2・G1-5・J1-1・J1-2・J1-3：熊本駅前
- S2-1：本山営業所
- S3-1：済生会病院（熊本駅・蓮台寺・流通団地経由）
- G1-2：託麻南・トラックターミナル（桜町BT・熊本整形外科病院前・保田窪四ツ角・鉄工団地・日赤病院北口経由）
- G1-5：パークドーム・免許センター（桜町BT・熊本整形外科病院前・保田窪四ツ角・日赤病院・長嶺団地経由）
- J1-3：小峯営業所・小峯・三山荘方面（水前寺駅・京塚経由）

## その他

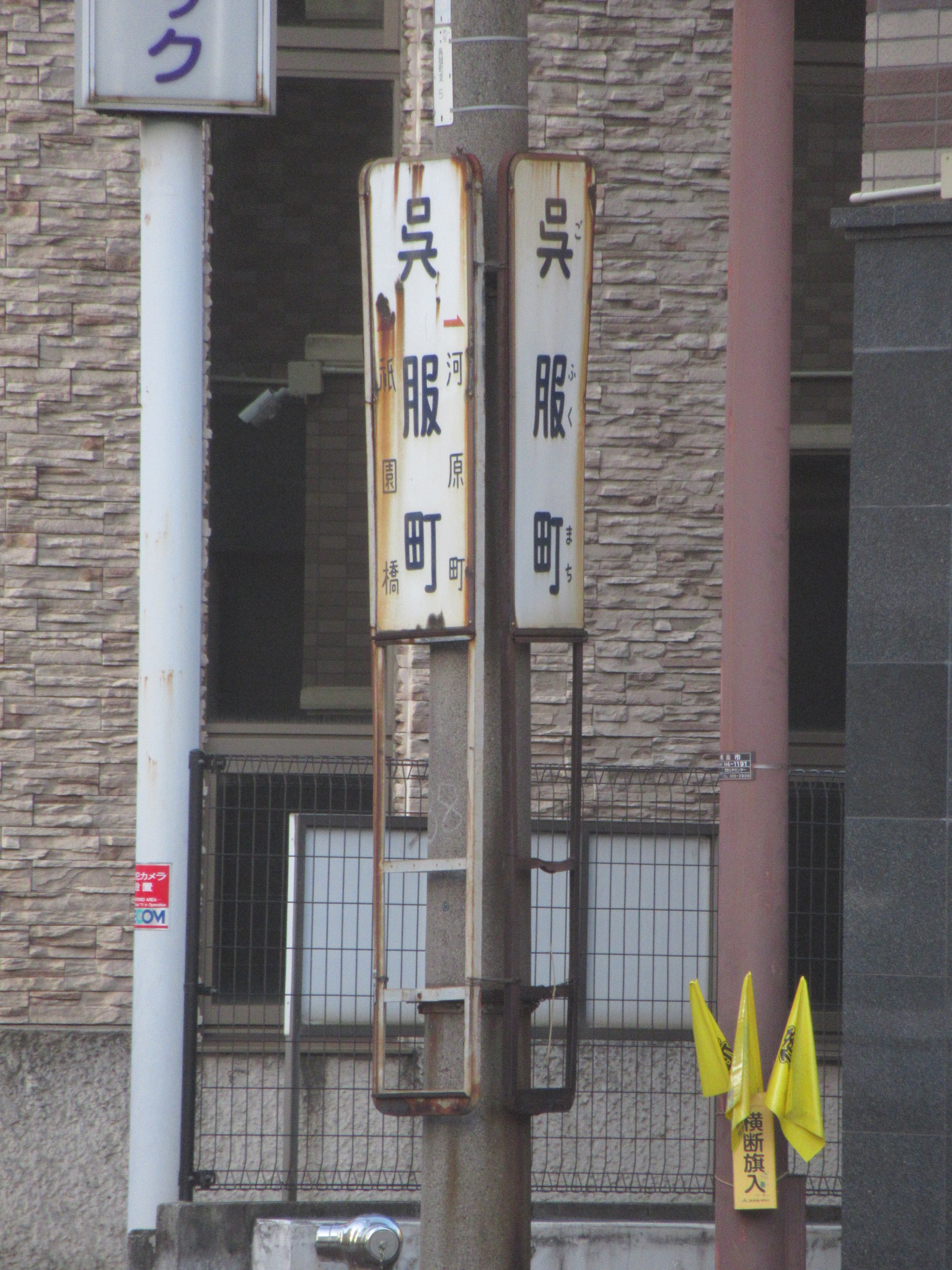
駅名標（2019年10月）

- 当停留場には熊本市電に唯一現存するホーロー製の駅名標が、健軍町方面ホーム脇に設置されている。

## 隣の停留場
熊本市交通局
■A系統（幹線）
祇園橋電停 (4) - 呉服町電停 (5) - 河原町電停 (6)